# 물골풀
물골풀은 골풀과의 한해살이풀로 학명은 Juncus gracillimus이다. 개골풀이라고도 한다.

## 분포
한국·중국·북아메리카 등지에 분포한다.

## 특징
뿌리줄기는 옆으로 길게 뻗으며 원줄기가 둥글다. 잎은 줄모양이고 편평하며 백록색으로서 원줄기보다 짧고, 잎집 윗부분의 귀모양의 돌기는 작다. 꽃은 5-7월에 피고 길이 6-15cm의 복취산꽃차례로, 꽃턱잎은 잎 모양이고 꽃차례보다 길거나 짧다. 화피열편은 긴타원형으로 길이 약 2mm이며 뒷면은 흑자색이고 양쪽 가장자리는 적갈색이다. 수술은 6개이며 화피 길이의 2/3정도이고 꽃밥은 수술과 길이가 같다. 삭과는 타원형으로서 갈색 광택이 나며 화피보다 길고 씨는 타원형이다. 한국·일본·사할린·중국·우수리 등지에 분포한다.